# Bal poussière
Bal poussière es una película del año 1989.

## Sinopsis
Terrateniente, Demi-Dieu (Medio-Dios) está casado con 5 mujeres. Decide casarse con otra para armonizar su semana: una mujer para cada día y el domingo se reservará a la que se haga apreciar más.

## Premios
- Festival du film de Fort de France 1988
- Festival du Film d'Humour de Chamrousse, France 1989
- Festival International du Film Francophone de Namur, Bél